# Горение водорода
Водород считается одним из наиболее перспективных видов топлива и зарекомендовал себя как эффективный и экологически чистый энергоноситель. С практической точки зрения горение водорода связано с его использованием в энергетических установках и топливных элементах и безопасностью соответствующих технологических процессов и устройств. Удельная теплота сгорания водорода составляет примерно 120-140 МДж/кг, что в несколько раз больше, чем у углеводородных видов топлива (для метана — около 50 МДж/кг). Однако плотность водорода в 8 раз меньше плотности метана. Другими словами, использование высших углеводородов делает резервуар для их хранения более компактным.
Смеси водорода с кислородом или воздухом взрывоопасны и называются гремучим газом (название происходит от knallgas, нем. knall — громкий хлопок, резкий звук выстрела или взрыва). При зажигании искрой или другим источником смесь водорода с воздухом небольшого объёма сгорает чрезвычайно быстро, с громким хлопком, что субъективно воспринимается как взрыв. В физике горения такой процесс считается медленным горением, или дефлаграцией, однако гремучий газ способен и к детонации, при этом действие взрыва оказывается существенно более сильным.
Наиболее взрывоопасны смеси с составом, близким к стехиометрическому, в стехиометрической смеси на один моль кислорода приходится два моля водорода, то есть, с учётом того, что в воздухе соотношение кислорода и азота и других не участвующих в горении газов по объёму составляет примерно 21 % : 79 % = 1:3,76, то объёмное соотношение водорода с воздухом в гремучем газе в стехиометрическом соотношении составляет ≈0,42. Однако гремучий газ способен гореть в широком диапазоне концентраций водорода в воздухе, от 4—9 объёмных процентов в бедных смесях и до 75 % в богатых смесях. Приблизительно в этих же пределах он способен и детонировать.
Гремучий газ самовоспламеняется при атмосферном давлении и температуре 510 °C. При комнатной температуре в отсутствие источников зажигания (искра, открытое пламя) гремучий газ может храниться неограниченно долго, однако он способен взорваться от самого слабого источника, так как для инициирования взрыва достаточно искры с энергией 17 микроджоулей. С учётом того, что водород обладает способностью проникать через стенки сосудов, в которых он хранится, например, диффундировать сквозь металлические стенки газового баллона, и не обладает никаким запахом, при работе с ним следует быть чрезвычайно осторожным.

## Получение
В 1766 г. Генри Кавендиш получил водород в реакции металла с кислотой:
{\displaystyle {\ce {Zn + 2HCl -> ZnCl2 + H2}}}.
В лабораторных условиях гремучий газ можно получить электролизом воды в реакции:
{\displaystyle {\ce {2H2O -> 2H2 + O2}}}.

## Применение

Друммондов свет

В XIX веке для освещения в театрах использовался так называемый друммондов свет, где свечение получалось с помощью пламени кислород-водородной смеси, направленного непосредственно на цилиндр из негашёной извести, которая может нагреваться до высоких температур (белого каления) без расплавления. В пламени кислород-водородной смеси достигается высокая температура, и также в XIX веке это нашло применение в паяльных лампах для плавления тугоплавких материалов, резки и сварки металлов. Однако все эти попытки применения гремучего газа были ограничены тем, что он очень опасен в обращении, и были найдены более безопасные варианты решения этих задач.
В настоящее время водород считается перспективным топливом для водородной энергетики. При горении водорода образуется чистая вода, поэтому этот процесс считается экологически чистым. Основные проблемы связаны с тем, что затраты на производство, хранение и транспортировку водорода к месту его непосредственного применения слишком высоки, и при учёте всей совокупности факторов водород пока не может конкурировать с традиционными углеводородными топливами.

## Кинетическая схема горения водорода
Горение водорода формально выражается суммарной реакцией:
{\displaystyle {\ce {2H2 + O2 -> 2H2O}}}.
Однако эта суммарная реакция не описывает разветвлённые цепные реакции, протекающие в смесях водорода с кислородом или воздухом. В реакциях участвуют восемь компонентов: H2, O2, H, O, OH, HO2, H2O, H2O2. Подробная кинетическая схема химических реакций между этими молекулами и атомами включает более 20 элементарных реакций с участием свободных радикалов в реагирующей смеси. При наличии в системе соединений азота или углерода число компонентов и элементарных реакций существенно увеличивается.
В силу того, что механизм горения водорода является одним из наиболее простых по сравнению с механизмами горения прочих газообразных топлив, таких, например, как синтез-газ или углеводородные топлива, а кинетические схемы горения углеводородных топлив включают в себя все компоненты и элементарные реакции из механизма горения водорода, он изучается чрезвычайно интенсивно многими группами исследователей. Однако, несмотря на более чем столетнюю историю исследований, этот механизм до сих пор изучен не полностью.

### Критические явления при воспламенении

Полуостров самовоспламенения смеси H_{2} + O_{2}. Цифрами 1, 2 и 3 помечены соответственно первый, второй и третий пределы воспламенения.

При комнатной температуре стехиометрическая смесь водорода и кислорода может храниться в закрытом сосуде неограниченно долго. Однако при повышении температуры сосуда выше некоторого критического значения, зависящего от давления, смесь воспламеняется и сгорает чрезвычайно быстро, со вспышкой или взрывом. Это явление нашло своё объяснение в теории цепных реакций, за которую Н. Н. Семёнов и Сирил Хиншелвуд были удостоены Нобелевской премии по химии 1956 года.
Кривая зависимости между критическими давлением и температурой, при которых происходит самовоспламенение смеси, имеет характерную Z-образную форму, как показано на рисунке. Нижняя, средняя и верхняя ветви этой кривой называются соответственно первым, вторым и третьим пределами воспламенения. Если рассматриваются только первые два предела, то кривая имеет форму полуострова, и традиционно этот рисунок называется полуостровом воспламенения.

## Спорные теории
В 1960-е года американский инженер Уильям Роудс (William Rhodes) якобы открыл «новую форму» воды, коммерциализированную Юллом Брауном (Yull Brown), болгарским физиком, эмигрировавшим в Австралию. «Брауновский газ», то есть фактически смесь кислорода и водорода, получаемая в аппарате электролиза воды, объявлялся способным очищать радиоактивные отходы, гореть как топливо, расслаблять мышцы и стимулировать проращивание семян. Впоследствии итальянский физик Руджеро Сантилли (en:Ruggero Santilli) выдвинул гипотезу, утверждающую существование новой формы воды в виде «газа HHO», то есть химической структуры вида (H × H — O), где «×» представляет гипотетическую магнекулярную связь, а «—» — обычную ковалентную связь. Статья Сантилли, опубликованная в авторитетном реферируемом журнале International Journal of Hydrogen Energy, вызвала жёсткую критику со стороны коллег, назвавших утверждения Сантилли псевдонаучными, однако некоторые другие учёные выступили в поддержку Сантилли.

### Обзоры
- Miller J. A., Pilling M. J., Troe J. Unravelling combustion mechanisms through a quantitative understanding of elementary reactions // Proceedings of the Combustion Institute. — Elsevier, 2005. — Vol. 30, № 1. — P. 43—88. — doi:10.1016/j.proci.2004.08.281.
- Sánchez A. L., Williams F. A. Recent advances in understanding of flammability characteristics of hydrogen // Progress in Energy and Combustion Science. — Elsevier, 2014. — Vol. 41, № 1. — P. 1—55. — doi:10.1016/j.pecs.2013.10.002.